# Сподње Краше
Сподње Краше (словен. Spodnje Kraše) је насељено место у општини Назарје, Савињска регија, Словенија.

## Историја
До територијалне реорганизације у Словенији било је у саставу старе општине Мозирје.

## Становништво
У попису становништва из 2011. године, Сподње Краше је имало 153 становника.
| Број становника према пописима | Број становника према пописима | Број становника према пописима |
| ------------------------------ | ------------------------------ | ------------------------------ |
| 1991                           | 2002                           | 2011                           |
| 141                            | 150                            | 153                            |